# Araliaceae
Familia Araliaceae cuprinde în special arbori și arbuști și doar rar plante erbaceae.

## Caracteristici
- Frunzele sunt simple sau compuse.
- Flori pentamere
- Fructul drupă, mai rar bacă.

## Subfamilii și genuri
Subfamilia Aralioideae
- Anakasia
- Apiopetalum
- Aralia
- Arthrophyllum
- Astrotricha
- Boninofatsia
- Brassaiopsis
- Cephalaralia
- Cheirodendron
- Cromapanax
- Cuphocarpus
- Cussonia
- Dendropanax
- Eleutherococcus
- Fatshedera
- Fatsia
- Gamblea
- Harmsiopanax
- Hedera
- Heteropanax
- Hunaniopanax
- Kalopanax
- Mackinlaya
- Macropanax
- Megalopanax
- Merrilliopanax
- Meryta
- Metapanax
- Motherwellia
- Oplopanax
- Oreopanax
- Osmoxylon
- Panax
- †Paleopanax
- Polyscias
- Pseudopanax
- Pseudosciadium
- Raukaua
- Schefflera
- Sciadodendron
- Seemannaralia
- Sinopanax
- Stilbocarpa
- Tetrapanax
- Trevesia
- Woodburnia

Subfamilia Hydrocotyloideae
- Azorella
- Centella
- Hydrocotyle
- Xanthosia

## Specii din România
Flora spontană din România conține o singură specie.
- Hedera helix – Iederă